# Szybieki
Szybieki (biał. Шыбекі; ros. Шибеки, Szybieki) – wieś na Białorusi, w obwodzie witebskim, w rejonie orszańskim, w sielsowiecie Smolany.
W pobliżu znajduje się przystanek kolejowy Szybieki, położony na linii Orsza – Lepel.